# 港灣路站
港湾路站为中华人民共和国安徽省芜湖市鸠江区港湾路与珠江路交口东侧的一座单轨车站，属于芜湖轨道交通1号线。2021年11月3日投入运营。

## 车站结构
港湾路站为地上三层车站，一层为出入口，二层为车站大堂，三层为车站站台，设有两个侧式站台，并设有半高屏蔽门。

### 车站楼层
| 地上三层 | 侧式站台，右側開门 | 侧式站台，右側開门           |
| 地上三层 | 轨道（北）         | █ 1号线往白马山（裕安路）    |
| 地上三层 | 轨道（南）         | █ 1号线往保顺路（鞍山路）    |
| 地上三层 | 侧式站台，右側開门 |                              |
| 地上二层 | 站厅               | 客服中心、自动售票机、验票机 |
| 地面     | 出入口             | 1-4出入口                    |

## 车站出口
港湾路站共设4个出口，各出口及周围设施如下所示：
|                           |      |            | |
| 出口编号                  | 照片 | 地点       | 可到达目的地 |
| 出口 · 1L                 |      | 港湾路南侧 | 新亚纸业、集拓橡胶集团、芜湖铜冠电工有限公司                                                                     |
| 出口 · 2L · 升降机标志    |      | 港湾路北侧 | 芜湖海螺型材科技股份有限公司型材三分厂、华亚                                                                     |
| 出口 · 3L · 扶手电梯标志  |      | 港湾路北侧 | 安徽鑫科新材料股份有限公司、美的、宏景电子股份有限公司、大正轿车维修站                                           |
| 出口 · 4L · 扶手电梯标志  |      | 港湾路南侧 | 芜湖华辰造纸网股份有限公司、芜湖国风塑胶科技有限公司、芜湖东方生物药业有限责任公司、芜湖公路汽车维修服务有限公司 |
| 註： 設有 \| 設有扶手電梯 |      |            | |

## 接驳交通

### 公交车
- 港湾路凤鸣湖路：110晚班、201、游5路
- 珠江路：201路
- 港湾路：110晚班、游5路